# Gunung Rajabasa
Gunung Rajabasa är ett berg i Indonesien.   Det ligger i provinsen Lampung, i den västra delen av landet, 140 km väster om huvudstaden Jakarta. Toppen på Gunung Rajabasa är 1 281 meter över havet.
Terrängen runt Gunung Rajabasa är huvudsakligen kuperad, men åt sydost är den bergig. Gunung Rajabasa är den högsta punkten i trakten. I omgivningarna runt Gunung Rajabasa växer i huvudsak städsegrön lövskog.